# Psilorhynchus amplicephalus
Psilorhynchus amplicephalus är en fiskart som beskrevs av Arunachalam, Muralidharan och Sivakumar 2007. Psilorhynchus amplicephalus ingår i släktet Psilorhynchus och familjen Psilorhynchidae. IUCN kategoriserar arten globalt som otillräckligt studerad. Inga underarter finns listade i Catalogue of Life.